# Seinäjoen Jalkapallokerho
Il Seinäjoen Jalkapallokerho è una società calcistica finlandese con sede nella città di Seinäjoki, nell'Ostrobotnia Meridionale, regione situata nella provincia della Finlandia Occidentale. Fondata nel 2007, per la stagione 2017 disputa la Veikkausliiga, la massima serie del campionato finlandese di calcio. L'SJK ha anche una seconda squadra, chiamata Kerho 07, che disputa la Kolmonen, la quarta divisione finlandese.

## Storia
Il Seinäjoen Jalkapallokerho è nato nel 2007 dalla fusione del TP-Seinäjoki con il Sepsi-78. Nella stagione 2008 si iscrisse in Kakkonen, la terza serie del campionato finlandese di calcio. Nel 2011 alla quarta stagione consecutiva in Kakkonen arrivò la vittoria del girone e la promozione in Ykkönen. Alla prima partecipazione alla Ykkönen concluse il campionato al secondo posto dietro al RoPS, ma l'anno successivo riuscì a vincere il campionato, venendo promosso in Veikkausliiga, la massima serie del campionato finlandese. La stagione 2014 iniziò con la conquista del primo trofeo della storia del club, la Liigacup, vinta grazie al successo per 1-0 sul VPS. Alla prima stagione in Veikkausliiga, con Simo Valakari alla guida della squadra, conquistò il secondo posto dietro all'HJK e distanziando di un solo punto il Lahti. Grazie al secondo posto l'SJK guadagnò la qualificazione alla UEFA Europa League 2015-2016, competizione dalla quale fu eliminata al primo turno preliminare dalla squadra islandese dell'FH Hafnarfjörður con un doppio 1-0. L'atteso trionfo giunse al termine della stagione 2015, quando il 25 ottobre 2015 grazie alla vittoria casalinga per 2-0 contro lo Jaro, davanti a più di 6 000 spettatori, l'SJK si aggiudicò per la prima volta il titolo di Campione di Finlandia. La vittoria del campionato giunse dopo un finale di campionato molto acceso e aperto, con la conquista della vetta della classifica a tre giornate dal termine e concludendo con il RoPS a solo un punto di distanza dalla capolista e con l'HJK a 2 punti. La vittoria del campionato ha consentito all'SJK di accedere per la prima volta alla UEFA Champions League per l'edizione 2016-2017, partendo dal secondo turno preliminare e affrontando i bielorussi del BATĖ Borisov: dopo aver perso la gara di andata in trasferta per 2-0, non è riuscito ad andare oltre il pareggio per 2-2 nella gara di ritorno giocata in casa, venendo così eliminato. Nel 2016 l'SJK ha conquistato la sua prima Suomen Cup, battendo in finale l'HJK dopo i tiri di rigore. Grazie a questa vittoria si è qualificato al primo turno preliminare della UEFA Europa League 2017-2018, venendo subito eliminato dagli islandesi del KR Reykjavík.

## Palmarès

### Competizioni nazionali
- Veikkausliiga: 1

2015
- Suomen Cup: 1

2016
- Liigacup: 1

2014
- Ykkönen: 1

2013

### Altri piazzamenti
- Campionato finlandese:

Secondo posto: 2014
Terzo posto: 2016, 2021
- Suomen Cup:

Finalista: 2016-2017
Semifinalista: 2024
- Liigacup:

Finalista: 2016
Semifinalista: 2022
- Ykkönen:

Secondo posto: 2012

## Statistiche

### Partecipazione ai campionati
| Livello | Categoria     | Partecipazioni | Debutto | Ultima stagione | Totale |
| ------- | ------------- | -------------- | ------- | --------------- | ------ |
| 1º      | Veikkausliiga | 6              | 2014    | 2019            | 6      |
| 2º      | Ykkönen       | 2              | 2012    | 2013            | 2      |
| 3º      | Kakkonen      | 4              | 2008    | 2011            | 4      |

## Organico

### Rosa 2021
Aggiornata al 30 gennaio 2021.
| N. |                          | Ruolo | Calciatore        |
| -- | ------------------------ | ----- | ----------------- |
| 1  | Finlandia (bandiera)     | P     | Jesse Öst         |
| 2  | Nuova Zelanda (bandiera) | D     | Nikko Boxall      |
| 4  | Finlandia (bandiera)     | D     | Matias Vainionpää |
| 5  | Finlandia (bandiera)     | D     | Tero Mäntylä      |
| 6  | Ghana (bandiera)         | C     | Jude Arthur       |
| 7  | Nigeria (bandiera)       | C     | Hope Akpan        |
| 8  | Svezia (bandiera)        | C     | Gustaf Backaliden |
| 9  | Argentina (bandiera)     | C     | Emmanuel Ledesma  |
| 11 | Ucraina (bandiera)       | C     | Denys Olijnyk     |
| 14 | Inghilterra (bandiera)   | A     | Jake Jervis       |
| 15 | Colombia (bandiera)      | D     | Cristian Valencia |
| 16 | Finlandia (bandiera)     | D     | Joonas Sundman    |

| N. |                      | Ruolo | Calciatore                |
| -- | -------------------- | ----- | ------------------------- |
| 17 | Finlandia (bandiera) | D     | Ville Tikkanen            |
| 18 | Finlandia (bandiera) | D     | Niko Markkula             |
| 19 | Finlandia (bandiera) | C     | Robin Sid                 |
| 20 | Finlandia (bandiera) | A     | Joonas Lepistö            |
| 21 | Argentina (bandiera) | D     | Rodrigo Arciero           |
| 22 | Brasile (bandiera)   | D     | Murilo                    |
| 24 | Finlandia (bandiera) | P     | Walter Viitala            |
| 25 | Finlandia (bandiera) | C     | Daniel Håkans             |
| 29 | Finlandia (bandiera) | A     | Jeremiah Streng           |
| 45 | Finlandia (bandiera) | A     | Serge Atakayi             |
| 58 | Finlandia (bandiera) | C     | Mehmet Hetemaj (capitano) |
| 88 | Camerun (bandiera)   | A     | Ariel Ngueukam            |

### Rosa 2019
| N. |                        | Ruolo | Calciatore        |
| -- | ---------------------- | ----- | ----------------- |
| 1  | Finlandia (bandiera)   | P     | Jesse Öst         |
| 2  | Finlandia (bandiera)   | D     | Joel Mero         |
| 5  | Finlandia (bandiera)   | D     | Dani Hatakka      |
| 6  | Ghana (bandiera)       | C     | Jude Arthur       |
| 7  | Finlandia (bandiera)   | C     | Moshtagh Yaghoubi |
| 8  | Finlandia (bandiera)   | C     | Sergei Eremenko   |
| 9  | Brasile (bandiera)     | A     | Matheus Batista   |
| 10 | Inghilterra (bandiera) | A     | Billy Ions        |
| 11 | Ucraina (bandiera)     | A     | Denys Olijnyk     |
| 14 | Finlandia (bandiera)   | C     | Maximo Tolonen    |
| 15 | Estonia (bandiera)     | D     | Trevor Elhi       |
| 16 | Finlandia (bandiera)   | D     | Joonas Sundman    |
| 17 | Finlandia (bandiera)   | D     | Ville Tikkanen    |

| N. |                           | Ruolo | Calciatore         |
| -- | ------------------------- | ----- | ------------------ |
| 18 | Finlandia (bandiera)      | D     | Jarkko Hurme       |
| 19 | Finlandia (bandiera)      | C     | Obed Malolo        |
| 22 | Finlandia (bandiera)      | P     | Severi Ikäheimo    |
| 23 | Costa d'Avorio (bandiera) | D     | Didier Boris Kadio |
| 25 | Finlandia (bandiera)      | C     | Daniel Håkans      |
| 26 | Finlandia (bandiera)      | C     | Jesse Sarajärvi    |
| 27 | Finlandia (bandiera)      | D     | Joona Lautamaja    |
| 28 | Finlandia (bandiera)      | A     | Serge Atakayi      |
| 29 | Finlandia (bandiera)      | A     | Jeremiah Streng    |
| 30 | Brasile (bandiera)        | D     | José Nadson        |
| 33 | Estonia (bandiera)        | P     | Mihkel Aksalu      |
| 58 | Finlandia (bandiera)      | C     | Mehmet Hetemaj     |
| 77 | Stati Uniti (bandiera)    | A     | Dion Acoff         |